# 贝叶斯博弈
在博弈论中，贝叶斯博弈（英語：Bayesian game）所指的是：博弈参与者对于对手的收益函数，無法獲得完全訊息（complete information）；因此贝叶斯博弈也被称为不完全訊息博弈。因為使用了貝葉斯法則（Bayes' rule）來進行機率分析，因此得名。
匈牙利经济学家海萨尼·亚诺什·卡罗伊在1967年和1968年的三篇论文中介绍了贝叶斯博弈的概念，这些研究使他获得了1994年的诺贝尔经济学奖。

## 概述
在约翰·海萨尼的研究框架下，我们可以将自然（Nature）作为一个参与者引入到贝叶斯博弈中。自然将一个随机变量赋予每个参与者。这个随机变量决定了该参与者的类型（type），并且决定了各个类型出现的概率、或是概率密度函数。在博弈进行过程中，根据每个参与者的类型空间所赋的概率分布，自然替每个参与者随机地选取一种类型。海萨尼的这一方法将贝叶斯博弈从不完全信息转化为不完美信息（此时，有的参与者不知道该博弈的历史）。参与者的类型决定了该参与者的收益函数。在贝叶斯博弈中，不完全信息所指的是，至少存在一个参与者不能确定其他某个参与者的类型，从而也不能确定其收益函数。